# Поревіт
Поревіт (лат. Poreuithus) — у західнослов'янській міфології бог війни. Зображався із п'ятьма обличчями. Багатоликість символізувала силу і непереможність.
Саксон Граматик, описуючи руйнування храмів у Кореніці в 1168 році, повідомляє, що єпископ Абсалон спочатку знищив ідола Ругевіта, а потім:
| Загін супутників [єпископа] завзято рушив до статуї Поревіта, який шанувався в найближчому храмі. Він був зображений з п'ятьма головами, але беззбройним. Зрубавши його, увійшли в храм Поренута. Ця статуя мала чотири голови, а п'ята була на грудях і торкалася його чола лівою, а підборіддя правою рукою. Її за допомогою супутників [єпископ] зрубав ударами сокир |